# Gramp Rock
Gramp Rock (in aleutino Tidgitux) è una piccola isola disabitata delle isole Delarof, nell'arcipelago delle Aleutine, e appartiene all'Alaska (USA). Si trova circa 3 km a ovest di Ilak e una trentina di km a sud-est di Skagul.